# Planica, Rače - Fram
Planica je naselje v Občini Rače - Fram.
Krajevno ime izvira iz občnega poimenovanja 'planica', ki pomeni 'svet brez grmovja, gol svet'. Izvira iz besede 'plan', 'neporasel'. Pojem je soroden besedi 'planina', ki izvira iz starocerkvenoslovanske besede *polnina̋ in je sicer označevala uravnan z drevesi neporaščen svet in ne gorskega sveta, kot je pojem v rabi danes.
V neposredni bližini kraja stoji kapelica Svetega Križa, ki spada pod okrilje župnije Fram. Kapelica je bila leta 1816 zgrajena na mestu kapelice Svetega Duha iz 17. stoletja.